# Eirmotus octozona
Eirmotus octozona és una espècie de peix cipriniforme de la família dels ciprínids.

## Morfologia
Els mascles poden assolir els 3,6 cm de longitud total.

## Distribució geogràfica
Es troba a Tailàndia i a l'oest de Borneo.